# I когорта аресаков
I когорта аресаков (лат. Cohors I Aresacorum) — вспомогательное подразделение армии Древнего Рима, относящееся к типу cohors quinquagenaria peditata.
Когорта была сформирована в конце II века из аресаков — племени, родственному треверам и проживавшему в Нижней Германии. Скорее всего, когорта была набрана для Маркоманских войн Марка Аврелия. Эта поздняя датировка проистекает из того, что когорта не значится ни в каком военном дипломе.
Подразделение дислоцировалось в большом укрепленном лагере в Суцидаве в провинции Дакия Мальвийская. На кирпичах, найденных во время раскопок крепости, упоминается I когорта аресаков. В конце II века когортой командовал префект Приск, происходивший из Августы Треверов.
Когорта, скорее всего, исчезла к середине III века, когда в результате бесчисленных нападений варваров на римские провинции и гражданских войн были уничтожены многие вспомогательные подразделения императорской армии.